# Dinar serbio
El dinar serbio (srpski dinar/српски динар) es la moneda oficial de Serbia. El código internacional monetario ISO 4217 para el dinar serbio es RSD. Un dinar equivale a 100 para (пара). El dinar se utilizó por primera vez en Serbia en la época medieval, y su uso más temprano se remonta a 1214. El dinar fue reintroducido como moneda oficial serbia por el príncipe Mihailo en 1868. A partir del 24 de agosto de 2024, 1 dólar estadounidense vale 104,57 dinares.

## Historia
La primera mención que se tiene de un «dinar serbio» data del reino de Esteban Nemanjić en 1214. Hasta la caída del déspota Esteban Lazarević en 1459, la mayoría de gobernantes serbios emitieron dinares. La moneda fue un símbolo importante de la nacionalidad serbia durante la Edad Media. Estos dinares medievales se acuñaron exclusivamente en plata a causa de las restricciones que tenía el oro en la Europa medieval. 
Después de la conquista otomana, hasta mediados del siglo XIX se usaron diferentes monedas extranjeras. Los otomanos establecieron diversas casas emisoras en territorio de Serbia: en Novo Brdo, Kucajna y Belgrado. La moneda fraccionaria actual del dinar serbio es el para, que es como se llamaban las antiguas monedas de plata turcas que circularon en Serbia (nombre derivado del árabe bara, plata). 
En el siglo XIX, los gobiernos de Đorđe Petrović y del príncipe Miloš Obrenović también vieron circular un buen número de monedas de todas partes de Europa, en concreto de 43 tipos diferentes: 10 de oro, 28 de plata y 5 de cobre. Después de la independencia de la dominación turca, se comenzaron a tomar medidas para establecer un sistema monetario independiente.
Después de la circulación de tantas monedas en su territorio, el príncipe Mihailo Obrenović hizo acuñar una moneda nacional serbia. Las nuevas monedas, de una aleación de cobre, fueron las de 1, 5 y 10 para. Los anversos llevaban el retrato del príncipe y el año de emisión, 1868. El dinar de plata no se acuñó hasta 1875. En él figuraba el príncipe Milan Obrenović, y los había de 50 para y de 1 y 2 dinares. Las primeras monedas de oro se emitieron en 1879, con un valor de 20 dinares. Para la coronación del rey Milán en 1882 se emitieron monedas de oro de 10 y 20 dinares, llamadas popularmente milandor (del francés Milan d'Or).

## El dinar y la hiperinflación
La hiperinflación que se dio en Serbia en el año 1993 se debió básicamente a la política continua del gobierno de emitir moneda para financiar el enorme déficit público originado en los enormes costes derivados de la separación yugoslava y que, como heredera de esta, Serbia tuvo que asumir. Slobodan Milošević llegó a asegurar que se debía a las sanciones internacionales impuestas por el conflicto interno. 
El billete de más alto valor nominal que se puso en circulación fue el de 500 000 millones de dinares. La hiperinflación se disparó más de un 300 000 % como consecuencia de las nefastas decisiones del ente central serbio, la guerra de secesión emprendida por las antiguas naciones que componían Yugoslavia, y el apoyo económico brindado a los serbios en territorios croatas y bosnios. Después de numerosas devaluaciones, como medida transitoria después de culminadas las hostilidades, se estableció un cambio de 700 000 nuevos dinares por un dólar estadounidense para mantener el poder adquisitivo de la moneda. 
A medida que esto ocurrió, la situación económica general de Serbia, una de las otrora naciones más desarrollada de los Balcanes, se agravó hasta el punto de que se generalizó el desempleo y muchas industrias quebraron o desaparecieron por la crónica falta de materias primas e insumos para su producción.
Se empezó a controlar la hiperinflación con la introducción de una nueva moneda conocida como el «súper dinar», equivalente a 1000 millones de los antiguos dinares, y vinculado al valor del marco alemán. Sin embargo, el grado de recuperación se ha visto obstaculizado por la enorme cantidad de recursos, tanto económicos como poblacionales, que el país utilizó en las campañas militares, y a la pérdida de mucho personal capacitado y de profesionales, que en edad de reclutamiento se convocaron a la milicia, y que huyeron del país desde el inicio de las hostilidades en 1991. 
El desempleo, gran indicador de la fortaleza económica de una nación, se mantuvo desde 1993 por encima del 50 %, siendo paliado con ayudas preingreso de la Unión Europea y programas del gobierno central serbio de grandes obras de reconstrucción.

## Monedas
Las monedas que circulan en 2006 son las siguientes:
- 1 dinar
- 2 dinares
- 5 dinares
- 10 dinares
- 20 dinares

## Billetes
En 2003 los billetes fueron reintroducidos por el banco nacional de Serbia en denominaciones de 100, 1000 y 5000 dinares, luego siguieron los de 500 dinares en 2004, 50 dinares en 2005, 10 y 20 dinares en 2006 y 2000 dinares en 2011.
| Imagen              | Imagen              | Valor        | Dimensiones | Descripción | Descripción | Descripción |
| Anverso             | Reverso             | Valor        | Dimensiones | Anverso | Reverso |             |
| ------------------- | ------------------- | ------------ | ----------- | --- | --- | ----------- |
| 10 dinars obverse   |                     | 10 dinares   | 62 x 131 mm | El filólogo Vuk Stefanović Karadžić y un libro abierto dedicado a él                                                         | los miembros del Primer Congreso Eslavo celebrado en Praga en 1848.                                                                                                 |             |
| 20 dinars obverse   | 20 dinars reverse   | 20 dinares   | 64 x 135 mm | el poeta y obispo Petar Petrović Njegoš                                                                                      | detalle del mausoleo donde yacen los restos del obispo en Monte Lovćen.                                                                                             |             |
| 50 dinars obverse   | 50 dinars reverse   | 50 dinares   | 66 x 139 mm | el compositor Stevan Stojanović Mokranjac y un violín                                                                        | una fotografía del compositor sobre una partitura |             |
|                     | 100 dinars reverse  | 100 dinares  | 68 x 143 mm | el físico e ingeniero Nikola Tesla                                                                                           | fotografía del físico y detalle de su máquina de inducción electromagnética                                                                                         |             |
| 200 dinars obverse  | 200 dinars reverse  | 200 dinares  | 70 x 147 mm | la pintora Nadežda Petrović y una escultura que representa a la artista                                                      | silueta del monasterio de Gračanica. |             |
| 500 dinars obverse  | 500 dinars reverse  | 500 dinares  | 70 x 147 mm | el geógrafo Jovan Cvijić, de fondo representación polar de la tierra                                                         | fotografía del geógrafo y motivos folclóricos serbios |             |
| 1000 dinars obverse | 1000 dinars reverse | 1000 dinares | 72 x 151 mm | el primero gobernador de banco nacional Đorđe Vajfert, de fondo su cervecería                                                | una fotografía del productor y detalle del interior del Banco Nacional de Serbia                                                                                    |             |
| 2000 dinars obverse | 2000 dinars reverse | 2000 dinares | 74 x 155 mm | El matemático, geofísico y astrónomo Milutin Milanković                                                                      | Las figuras de Milanković y desde sus días de estudiante en Viena (detrás: un fragmento de dibujo disco estilizada Sol y una ilustración de la obra de Milanković). |             |
| 5000 dinars obverse | 5000 dinars reverse | 5000 dinares | 76 x 159 mm | el político e historiador Slobodan Jovanović y una estatua de una mujer con una paloma en la mano y dos niños a su alrededor | fotografía del político y silueta del Parlamento de Serbia |             |

## Tipos de cambio
- 1 EUR = 117.27 RSD (30 de abril de 2023)[3]
- 1 USD = 106.16 RSD (30 de abril de 2023)[4]